# Cultura del Bhutan

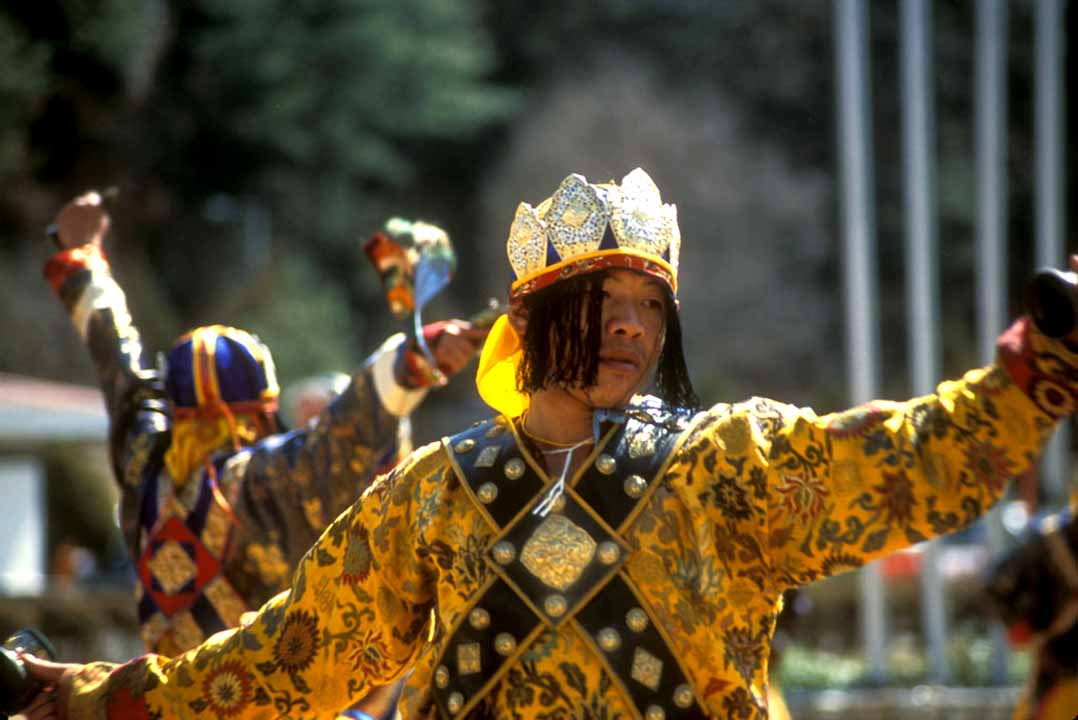
Un tipico ballerino di danza cham.

Nata e sviluppatasi tra i monti dell'Himalaya, la cultura del Bhutan ha tratto giovamento dalla posizione geografica del Paese, fungendo spesso da scudo nei confronti di influenze esterne. Scarsamento popolato e stretto tra la Cina a nord e l'India a sud, il Bhutan ha mantenuto a lungo una severa politica isolazionistica sia a livello culturale che a livello economico, con l'obiettivo di preservare il proprio patrimonio e la propria indipendenza. Solo negli ultimi decenni del XX secolo agli stranieri fu concesso di entrare e visitare il Paese, e solo in un numero limitato. In questo modo, il Bhutan è riuscito a preservare con successo molti aspetti della cultura che risalgono addirittura alla metà del XVII secolo.
La cultura bhutanese moderna deriva direttamente da quella antica, la quale a sua volta ha influenzato fortemente le prime fasi di vita del Paese. Lo dzongkha e lo sharchop, le principali lingue ivi parlate, appartengono alla famiglia delle lingue sinotibetane e sono infatti imparentate con il tibetano, noto ai monaci nella sua forma antica per poter leggere e preservare i testi sacri. Inoltre, il popolo bhutanese è simile da un punto di vista fisico a quello tibetano, oltre a condividere con quest'ultimo alcuni elementi culturali e religiosi come l'adorazione del guru Padmasambhava.

## Religioni e spiritualità

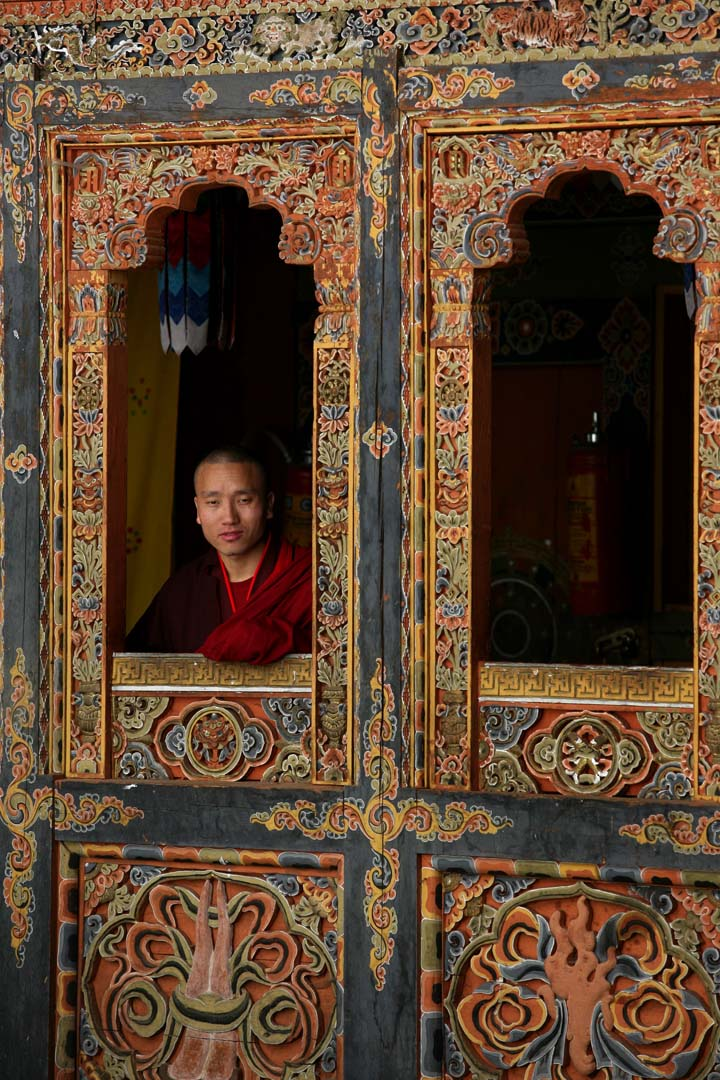
Un monaco buddista bhutanese si affaccia alla finestra di un monastero.

La società bhutanese si fonda sulla pratica quotidiana del Buddhismo, di gran lunga la principale religione del Paese. Le bandiere di preghiera tibetane sventolano su tutte le alture, permettendo ai credenti di pregare gli esseri senzienti dei dintorni. Sulle stesse abitazioni spesso sventola una bandiera bianca, la quale indica che il proprietario della casa ha già offerto qualcosa in onore del dio locale. Ogni valle è caratterizzata dalla presenza di uno dzong, centro amministrativo e religioso del proprio distretto.
Il 74,7% della popolazione è buddista, seguita da un 22,6% di induisti. Ci sono anche minoranze di seguaci del Bön (1,9%), del Cristianesimo (0,5%) e dell'Islam (0,2%), mentre non credenti e Ebraismo compongono insieme il restante 0,1%.

### Festival religiosi
Una volta all'anno ogni dzong ospita un festival religioso chiamato tshechu. Gli abitanti delle città e dei villaggi vicini accorrono all'evento per le ovvie motivazioni religiose, ma anche per condividere momenti di vita sociale e per contribuire in qualche modo in favore del monastero. Le attività principalmente ruotano intorno alla cosiddetta danza cham.
Ogni sessione di danza può durare anche più ore, per un totale di quattro giorni di danze. Assistere ai balli è considerato come beneaugurante, in quanto essi sono un veicolo di trasmissione dei principi del Buddhismo Vajrayāna. Molte di queste danze possono essere ricondotte direttamente al fondatore del Bhutan, il potente Shabdrung Ngawang Namgyal, arrivando sostanzialmente immutate fino ai giorni nostri.
Spesso durante queste celebrazioni si espongono tappeti e thangka raffiguranti Padmasambhava e altre personalità sante. Questi oggetti sono eretti con l'aiuto di pali prima dell'alba e poi riarrotolati entro la mattinata.

### La vita monastica

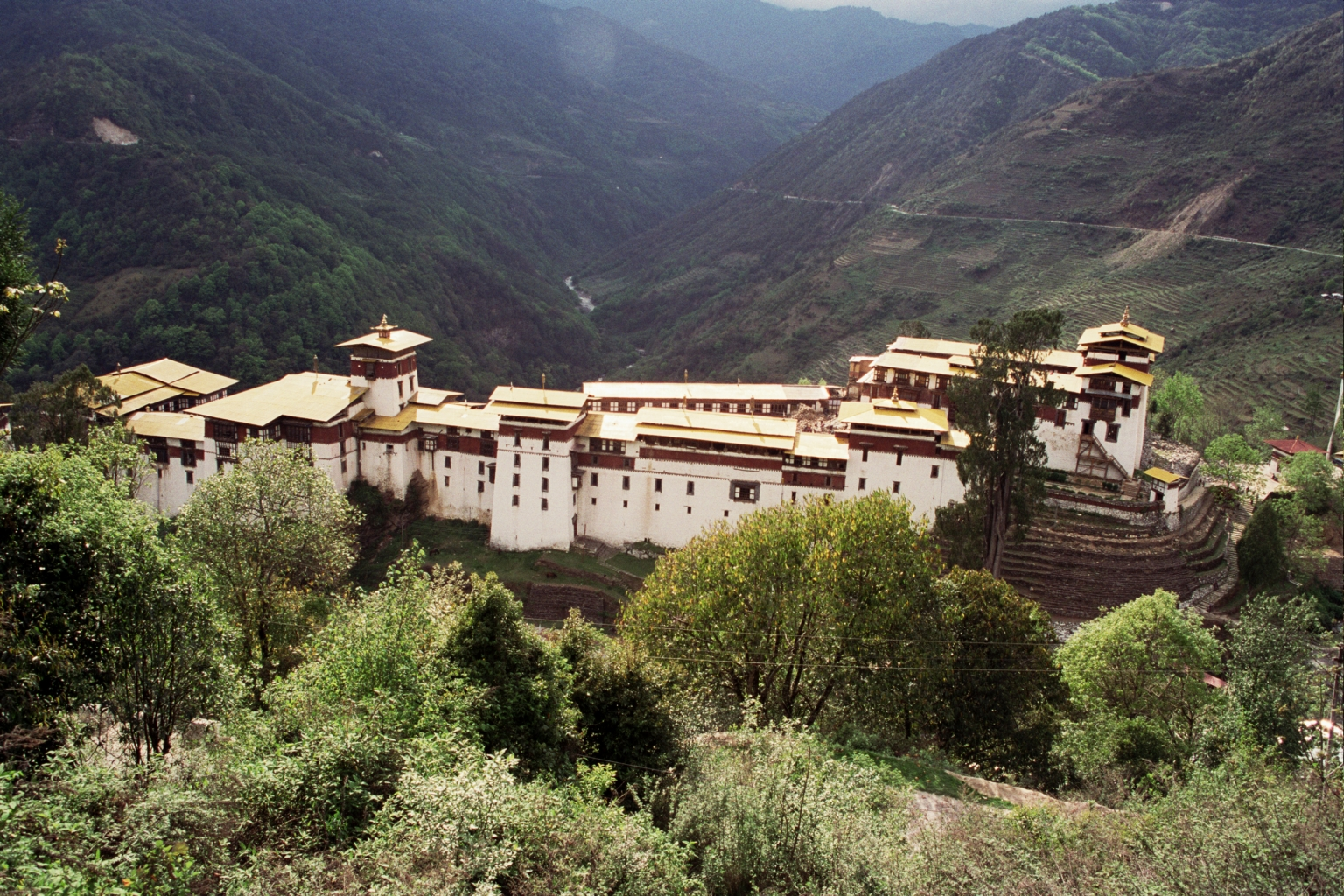
Lo dzong di Trongsa.

I monaci si uniscono alla vita monastica ad un’età compresa tra i sei e i nove anni e sono seguiti fin da subito da un superiore. Per prima cosa imparano a leggere gli antichi testi sacri, così come lo dzongkha e l’inglese. Al termine di questo percorso obbligatorio, possono scegliere se proseguire con lo studio della teologia e della teoria buddhista oppure se seguire la via più comune che è quella della pratica dei rituali e dell’esercizio personale della fede.
La vita quotidiana del monaco è austera, soprattutto se egli vive in un monastero situato sui monti più alti. Qui infatti la disponibilità di cibo è scarsa e dipende anche dalle condizioni atmosferiche. Inoltre, l’abbigliamento è spesso inadeguato per le temperature invernali, rese ancora più ostili dall’assenza del riscaldamento nelle strutture. Le difficoltà di questo stile di vita sono ben note nella società bhutanese, tanto che avere un figlio o un fratello in questo tipo di monasteri è ritenuto di buon auspicio, causa di un karma positivo per l’intera famiglia.
La pratica spirituale di un monaco perdura per tutta la sua vita. Oltre a servire la comunità per attività sacre, egli può anche attraversare fasi più o meno lunghe di ritiro meditativo. In genere, questi ritiri possono durare tre giorni, tre settimane, tre mesi o tre anni: è evidente l’importanza attribuita al numero 3 nella religione buddhista. Durante questo periodo, egli potrà periodicamente incontrare il proprio capo spirituale per assicurarsi che il ritiro stia dando effettivamente i suoi frutti. Ogni monastero è guidato da un monaco insignito del titolo di ‘’lama’’, mentre il direttore di tutta la comunità monastica bhutanese è lo Je Khenpo, massima autorità religiosa buddhista nel Paese e pertanto considerato alla pari del re, seppur totalmente privo di qualsiasi potere politico. Egli è la guida della Comunità Monastica Centrale, un’assemblea di 600 monaci le cui finalità vertono soprattutto alla discussione dei problemi religiosi del Bhutan. Essa si riunisce ogni anno in estate nella capitale Thimphu, mentre ogni inverno tutti i monaci si recano in visita allo dzong di Punakha, il più sacro di tutti, dove è custodito e sorvegliato il corpo di Shabdrung Ngawang Namgyal.

## Musica
La musica bhutanese ruota intorno ad alcuni generi tradizionali come lo zhungdra e il bödra, a cui si è aggiunto in tempi moderni il rigsar. Tra i musicisti più importanti viene comunemente citato Jigme Drukpa , uno dei principali musicologi dell’area himalayana.
La protezione e la valorizzazione del patrimonio musicale bhutanese sono tra gli obiettivi ufficiali della Royal Academy of Performing Arts, istituita nel 1954 dal Ministero dell'Interno e degli Affari Culturali.

## Codice ufficiale di comportamento
Il Driglam namzha è il codice ufficiale di comportamento, abbigliamento e costruzione degli edifici in Bhutan. Esso stabilisce come debbano vestirsi i cittadini in pubblico e come debbano comportarsi in contesti formali. Regola inoltre una certa quantità di elementi culturali come l’arte e l’architettura bhutanese. Il nome di questo codice viene solitamente tradotto in italiano come ‘’Codice delle Buone Maniere’’ e in inglese come ‘’The Rules for Disciplined Behaviour’’, in quanto “’’dringlam’’” significa “ordine, disciplina, costume, regola”, mentre “’’namzha’’” vuol dire “sistema”.
Il Driglam namzha è stato emanato nel 1989 e la sua osservanza è obbligatoria per tutti i cittadini. Tuttavia, parti della popolazione di diversa etnia come ad esempio i Lotshampa furono infastiditi da questa imposizione e diedero luogo a forti proteste, ma furono ben presto costretti a lasciare il Paese e a rifugiarsi in campi profughi appositamente creati dall'ONU vicino Damak, in Nepal.

### Codice di abbigliamento nazionale
In virtù del Driglam namzha, applicato in modo più o meno uniforme nel Paese anche se con lievi differenze di distretto in distretto, gli uomini e le donne hanno un preciso codice di abbigliamento da rispettare in pubblico. I primi devono indossare il gho, una veste lunga fino alle ginocchia, stretta da una cintura, e piegata in modo tale da formare una specie di tasca a livello dello stomaco; le seconde invece devono portare la kira, consistente in un ampio vestito rettangolare lungo fino alle caviglie che viene indossato sopra una camicetta (di solito colorata). Sopra la kira viene usata una giacca di seta corta.
A queste regole di base e sempre valide si aggiungono quelle da rispettare quando ci si reca in visita presso dzong e templi oppure in occasioni ufficiali. I cittadini di sesso maschile indossano un kabney che va dalla spalla sinistra al fianco destro. Il tipo di kabney da indossare varia a seconda dalla regione, del ceto e della posizione sociale, mentre alle donne si impone l'uso di un rachu, vale a dire uno stretto vestito ricamato che pende dalla spalla sinistra.

### Bhutanizzazione
Nonostante la loro permanenza in Bhutan per più di cinque generazione, i Lotshampa hanno conservato le loro caratteristiche linguistiche, culturali e religiose di ascendenza nepalese. Per molto tempo hanno preso parte alla vita pubblica e politica, fino a raggiungere posizioni di rilievo. La loro coesistenza con gli altri gruppi etnici in Bhutan è sempre stata pacifica, ma a metà degli anni 1980 il re e il governo iniziarono ad essere preoccupati dalla loro crescita e a temere che potessero in qualche modo minacciare la maggioranza della società, di religione buddhista, contrariamente agli stessi Lotshampa che sono per lo più induisti.
Il governo diede dunque inizio dapprima alla campagna "One country, one people" ("Un paese, un popolo") per favorire un processo di "bhutanizzazione", cioè per rafforzare l'identità nazionale dei cittadini. Questa campagna portò all'imposizione di costumi, pratiche religiose e lingue a tutti i cittadini bhutanesi, indipendentemente dalla loro etnia di appartenenza. Tuttavia, i Lotshampa furono particolarmente colpiti da questi provvedimenti, in quanto essi differivano in tutto e per tutti dal resto dei cittadini del Paese. L'uso della lingua nepalese fu proibito nelle scuole, molti insegnanti Lotshampa furono sospesi dai loro incarichi e molti libri di testo furono bruciati.

## Uomini e donne nella società

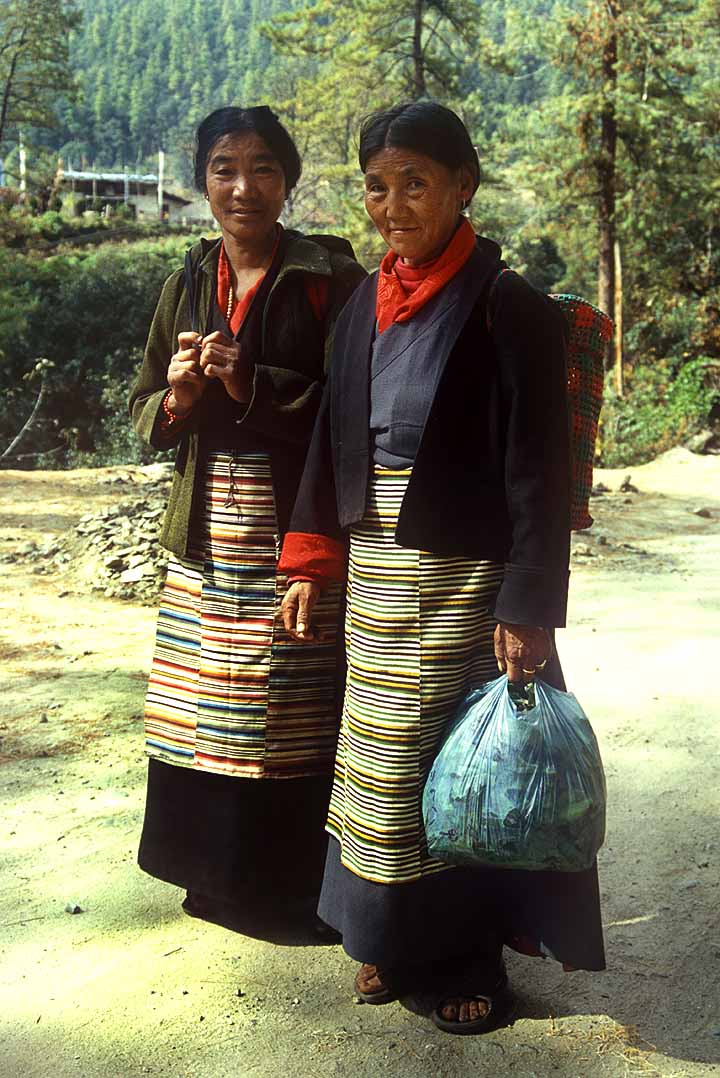
Donne bhutanesi di origine tibetana in abiti tradizionali.

Gli uomini e le donne bhutanesi lavorano insieme nei campi, ed entrambi possono possedere piccoli negozi o attività. Gli uomini prendono parte anche alle attività domestiche come la cucina o la cucitura (ma non la tessitura). Nelle città sta prendendo sempre più piede il vecchio modello "occidentale" di famiglia, con il marito capofamiglia e la donna casalinga. Persone di entrambi i genere possono intraprendere una vita monastica, sebbene il numero di monaci uomini sia notevolmente più alto di quello delle monache donne.
I matrimoni combinati sono rari. Infatti, contrariamente a quanto si potrebbe credere, per un matrimonio è fondamentale la volontà di entrambi i coniugi, e i divorzi non sono così rari. La cerimonia nuziale consiste in uno scambio di sciarpe bianche e nella condivisione di una coppa. L'unione può essere registrata ufficialmente trascorsi i primi sei mesi di vita in comune per la coppia. Tradizionalmente è lo sposo che si trasferisce nella casa della famiglia della sposa (matrilocalità), ma oggi la decisione è libera e può basarsi anche sulle eventuali necessità dell'una o dell'altra famiglia. Talvolta può capitare che un uomo, per ottenere il diritto di sposare una donna, decida volontariamente di lavorare per la famiglia di lei.
Tuttavia, occorre precisare che in Asia il Bhutan costituisce un'insolita eccezione quando si parla di condizione della donna. Ad esempio, l'eredità si trasmette per via matrilineare. Inoltre, le figlie non prendono il cognome del padre alla nascita, così come non prendono nemmeno il cognome del marito dopo il matrimonio. Una volta adulte, queste potranno curare liberamente i propri affari. Altrettanto raro è il fatto che tanto la poliandria quanto la poliginia siano socialmente accettate, mentre in buona parte dei Paesi dove sono ammesse relazioni poligamiche queste sono quasi sempre a esclusivo appannaggio degli uomini.

## Nomi e cognomi
Fatta eccezione per i membri della casa reale, i nomi bhutanesi non comprendono il cognome. Infatti, la tradizione prevede che sia il lama locale a scegliere per il neonato due nomi che possano essere di buon auspicio, anche se talvolta questa scelta viene lasciata ai genitori o ai nonni. Il primo nome in genere non indica il sesso del bambino, che invece viene solitamente espresso dal secondo nome. Tuttavia, poiché il numero di possibili nomi tra cui scegliere è tutto sommato limitato, i casi di omonimia sono molto frequenti in Bhutan. Per risolvere i problemi che nascono da questo sistema spesso si ricorre ad un soprannome che denota la provenienza di un individuo.
Si consideri ad esempio il nome di una donna di nome "Chong Kinley" che viene dal villaggio di Chozom nella valle di Paro. In tal caso, tale donna sarà indicata come "Paro Kinley" nel caso in cui ella si sposti nel Paese al di fuori della vallata di origine, mentre all'interno della valle stessa sarà indicata con il nome del villaggio cui appartiene, cioè "Chong Kinley Chozom". Tuttavia, può verificarsi il caso in cui anche bambini dello stesso villaggio abbiano lo stesso nome per decisione del lama locale. In tal caso, lo stratagemma appena descritto si rivela comunque inutile, e quindi si ricorre all'utilizzo del nome della casa in cui il bambino nasce.

## Mass media
All'inizio degli anni 1960 il re Jigme Dorji Wangchuck diede avvio ad un processo di profonda modernizzazione del Paese, all'epoca molto arretrato sotto diversi punti di vista. Tra i vari aspetti cui egli si interessò vi fu la diffusione dei mass media. Tuttavia, la prima trasmissione radio andò in onda per trenta minuti ogni domenica a cura di quello che sarebbe poi diventato il Bhutan Broadcasting Service a partire dal 1973, cioè circa un anno dopo la morte del sovrano modernizatore. Invece, la prima trasmissione televisiva andò in onda soltanto nel 1999, nonostante le famiglie più ricche del Paese disponessero già da qualche anno di antenne paraboliche. Più immediato fu l'arrivo di Internet, risalente al 2000.
Nel 2002 fu realizzato il primo lungometraggio bhutanese dal titolo Maghi e viaggiatori, scritto e diretto da Khyentse Norbu. Il film analizza l'impatto della modernità sulla vita dei villaggi bhutanesi.

## Cucina
L'alimento di base per eccellenza della cucina del Bhutan è il riso rosso bhutanese. Simile al riso integrale nell'aspetto, esso ha un sapore che ricorda vagamente le noci ed è inoltre l'unica varietà di riso a crescere ad un'elevata altitudine. Altri alimenti di base fondamentali sono il grano saraceno e il mais. La tipica dieta bhutanese include pollo e carne di yak, manzo, maiale e di agnello. Invece, tipici della stagione fredda sono zuppe e stufati a base di carne, riso, felci, lenticchie e verdure essiccate speziate con peperoncini e formaggio.
Lo zow shungo è un piatto di riso misto ad avanzi di verdure. Uno dei piatti nazionali più famosi è l'ema datshi, creato dall'unione di peperoncino e formaggio e per questo simile al chile con queso della cucina Tex-Mex. Molto diffusi anche il thukpa (che però ha origine soprattutto in Tibet e Nepal) e il riso fritto.
Grande importanza rivestono anche i prodotti caseari, prevalentemente burro e formaggio, derivanti da latte di yak e di mucca.
Bevande tipiche sono il tè al burro, il tè nero, l'ara, il vino di riso e la birra. Invece, le spezie più diffuse sono il curry, il cardamomo, lo zenzero, l'aglio, la curcuma e il cumino.

## Sport

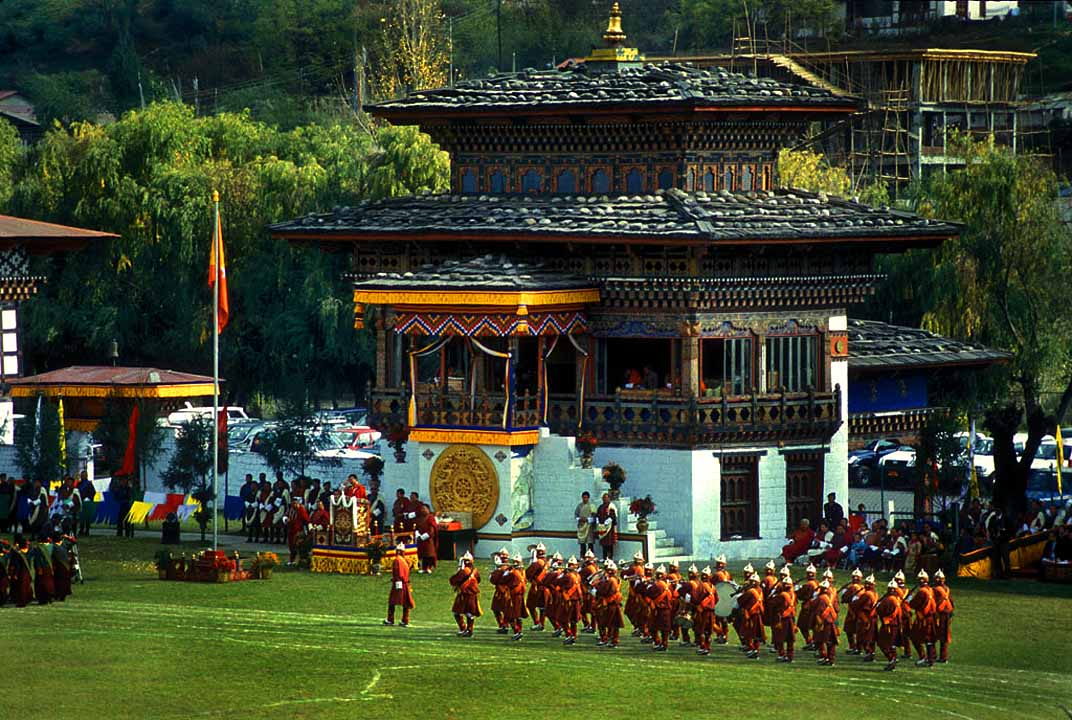
Celebrazioni per il compleanno reale allo stadio Changlimithang.

Il tiro con l'arco è lo sport nazionale del Bhutan, con diverse competizioni che si svolgono annualmente in ogni villaggio. Alcune regole differiscono da quelle del tiro con l'arco ai Giochi olimpici, come ad esempio il posizionamento del bersaglio. Tutto il Paese vive questi tornei come un grande evento a livello sociale, soprattutto quando ad affrontarsi sono squadre amatoriali provenienti dai vari villaggi e dai vari distretti. Spesso le partite sono associate a concerti e spettacoli di danza. Il pubblico vive con una tale intensità gli incontri che non sono rari i tentativi di distrarre l'avversario al momento del tiro.
Altrettanto popolare è il gioco delle freccette, declinato nella variante locale del khuru. Praticato all'aperto, esso si svolge con pesanti freccette di legno con una punta di 10 cm lanciate verso un bersaglio tascabile da una distanza compresa tra 10 e 20 metri.
Altre sport molto amati sono il digor, molto simile al getto del peso, e il lancio del ferro di cavallo.
Negli ultimi anni anche il calcio sta guadagnano notevole popolarità. Il 30 giugno 2002 la nazionale di calcio del Bhutan disputò contro quella di Montserrat una partita passata alla storia con il nome di The Other Final. Si trattò di un'amichevole giocata lo stesso giorno della finale del campionato mondiale di calcio 2002 tra Germania e Brasile. A disputarla furono Bhutan e Montserrat perché all'epoca erano le due nazionali agli ultimi due posti del ranking FIFA. La vittoria andò alla nazionale del paese himalayano, che s'impose con un rotondo 4-0.
Infine, è da segnalare l'ascesa del cricket, soprattutto da quando nel Paese sono visibili i canali televisivi indiani. La nazionale di cricket del Bhutan è una delle più forti della regione.